# جوزپه زوکا
جوزپه زوکا (ایتالیایی: Giuseppe Zucca؛ ۱ مه ۱۸۸۷ – ۲ دسامبر ۱۹۵۹) فیلم‌نامه‌نویس اهل ایتالیا بود.

## فیلم‌شناسی
- The Old Guard (۱۹۳۴)
- دبران (۱۹۳۵)
- پشت‌صحنه (۱۹۳۹)
- تاج آهنین (۱۹۴۱)
- عروسی خون (۱۹۴۱)
- Headlights in the Fog (۱۹۴۲)
- ویلیام تل (۱۹۴۹)
- Sigillo rosso  (۱۹۵۰)
- The Lovers of Manon Lescaut (۱۹۵۴)